# Prisão de Leopoldov
A prisão de Leopoldov (em eslovaco:  Nápravnovýchovný ústav a Ústav na výkon väzby Leopoldov) é uma fortaleza do século XVII construída contra os turcos otomanos que foi convertida em uma prisão de alta segurança no século XIX na cidade de Leopoldov, na Eslováquia . Outrora o maior presídio do Reino da Hungria, no século XX tornou-se conhecida por abrigar presos políticos durante o regime comunista, com destaque ao prisioneiro político que viria a ser o futuro presidente comunista da Checoslováquia, Gustáv Husák .
Após o desmantelamento do comunismo em 1989, a prisão de Leopoldov foi palco de uma série de revoltas violentas que exigiram a intervenção de funcionários do mais alto escalão do governo, incluindo desde ministros até o primeiro-ministro, que conduziram pessoalmente as negociações dentro do recinto. O complexo de edifícios foi danificado durante os distúrbios e, em 1990, o parlamento eslovaco votou pelo encerramento da cárcere. No entanto, continua a servir como presídio até hoje. A prisão de Leopoldov foi o local da fuga de 1991, onde um grupo de prisioneiros lutou para sair, matando vários guardas prisionais no processo.

## História

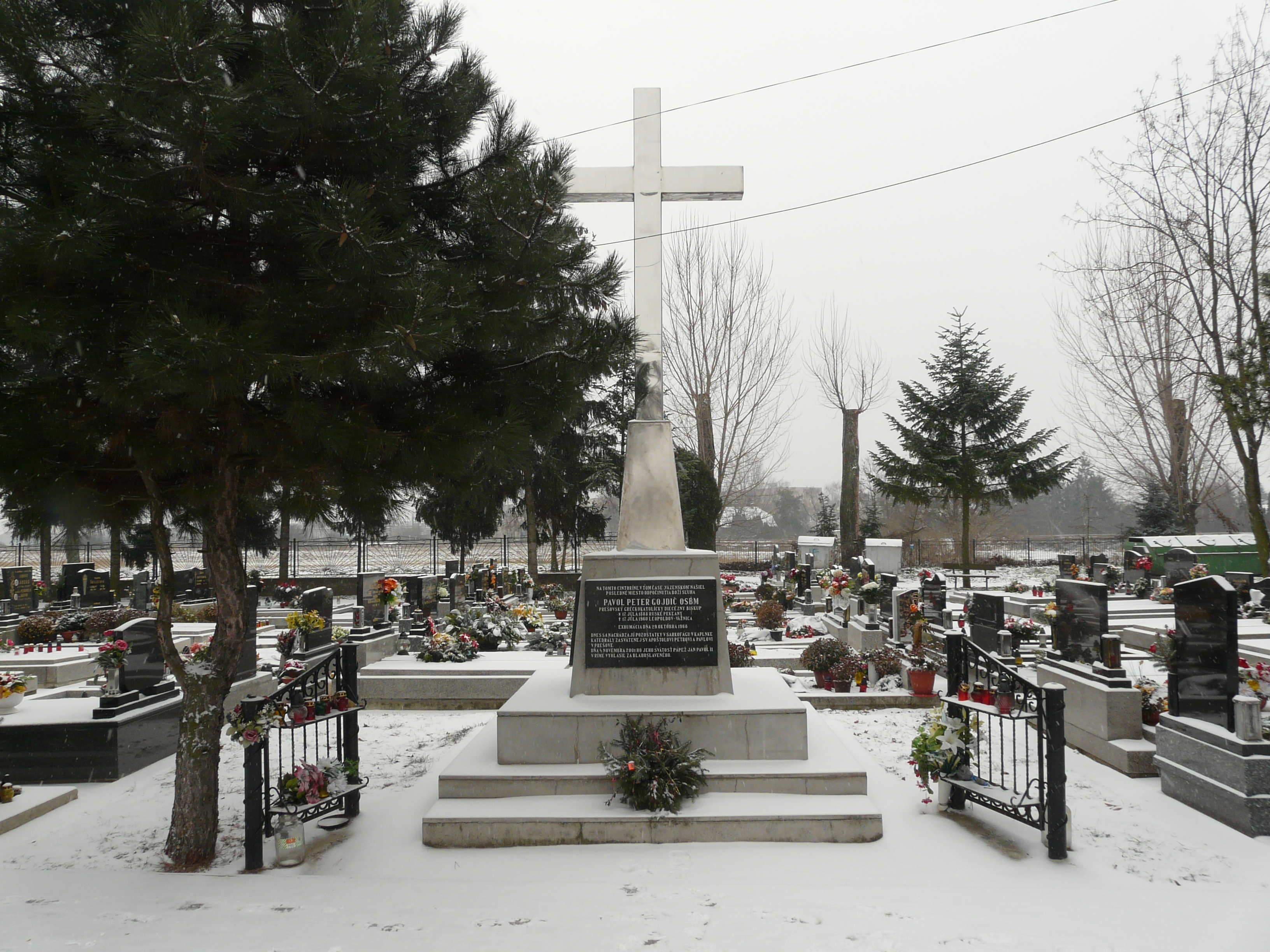
Uma memória no cemitério de Leopoldov dedicado ao bispo graecocatólico de Prešov Pavol Peter Gojdič (falecido em 17 de julho de 1960) e Metod Dominik Trčka, que morreu na prisão de Leopoldov em 23 de março de 1959.

A construção de uma fortaleza contra os turcos otomanos começou em 1665 e foi concluída em 1669, por iniciativa de Leopoldo I,  após a queda da fortaleza de Nové Zámky para os turcos. O forte foi construído em forma de estrela, com duas portas de entrada. Durante o reinado de Maria Teresa da Áustria, essa então fortificação veio a ser usada como armazém militar. Após a perda de importância militar no século XIX, foi reconstruída como penitenciária em 1855, com capacidade para cerca de 1000 reclusos, aquela que era a maior penitenciária do Reino da Hungria na época.  Desde então, é continuamente usado como presídio até os dias de hoje. Durante a Checoslováquia comunista, o governo comunista usou a prisão para manter e liquidar prisioneiros políticos, principalmente na década de 1950. As condições eram duras para os presos e o complexo era uma dos mais notórios da ex-Checoslováquia.  Entre os presidiários estava Gustáv Husák (encarcerado de 1954 a 1960),  que viria a ser mais tarde o presidente comunista da Checoslováquia .  A cadeia foi modernizada e reconstruída na segunda metade do século XX. Antes de 1989, havia aproximadamente 2600 presos. Em 1990, era a maior prisão da atual Eslováquia.

## Descrição
O complexo prisional de Leopoldov consiste em uma área de 267.651 metros quadrados. Sendo dividido em uma parte administrativa, blocos de celas de presidiários e oficinas. Algumas partes do complexo são protegidas como marcos culturais e históricos.
A penitenciária inclui quatro consultórios de clínica geral, um consultório de dentista, um consultório de psiquiatria e local para pacientes acamados. A prisão Leopoldov é especializada no tratamento de presos que sofrem de tuberculose e diabetes e condenados que estão em tratamento anti-drogas de proteção indicada pelo tribunal (Sendo o alcoolismo o mais comum dos casos).

## Revoltas de prisioneiros
Em dezembro de 1989, logo após a revolução de Veludo, uma onda de agitação assolou as prisões da Checoslováquia . Depois de uma ampla anistia ser concedida pelo presidente Václav Havel em janeiro de 1990, os prisioneiros do presídio de Leopoldov se revoltaram. Nesse ponto, havia cerca de 2.500 presos em Leopoldov, incluindo cerca de 200 assassinos, 170 estupradores, 370 assaltantes e 320 ladrões, a maioria deles abrangidos pelas disposições do parágrafo 41 sobre reincidência grave, portanto, não sendo objeto de anistia do presidente. Cerca de 552 presos deveriam ser libertados no processo de anistia, mas esse processo começou gradualmente. Além de exigir a reconsideração de seus casos em face da anistia, os presos revoltados também exigiram que muitos dos guardas que possuíam comprometimento com o regime comunista ou que possuíssem um histórico de atitudes brutais com os então encarcerados fossem demitidos. As primeiras greves de fome e distúrbios em janeiro foram suprimidos com êxito.
Em 1 ° de março de 1990, dois meses após as primeiras revoltas em janeiro, 217 internos se barricaram dentro de uma estrutura chamada Castelo (dormitórios do III. e IV. regimento). Eles conseguiram segurar o local por algum tempo, demolindo os móveis no processo, contudo essa revolta também foi suprimida.
Em 15 de março de 1990, os presos iniciaram uma nova revolta, resistindo à prisão por duas semanas, barricando-se e usando como armas barras de ferro, navalhas, bombas de gasolina e lança-chamas improvisados. A revolta teve seu clímax em 28 de março de 1990, quando centenas de prisioneiros conseguiram colocar fogo no telhado do Castelo. Após o fim da revolta, os danos foram estimados em 27 milhões de Kčs (equivalente a 6 milhões de reais [conversão realizada em outubro de 2020]) e uma grande parte da prisão já não estava habitável. Na verdade, os danos foram tão grandes que as autoridades consideraram seriamente o fechamento de toda o complexo.
A situação na prisão de Leopoldov permaneceu tensa, pois diversos líderes das revoltas anteriores ainda estavam entre os presos, incluindo Tibor Polgári, que participou de uma famosa fuga da prisão um ano depois. Em novembro de 1991, sete fugitivos da prisão de Leopoldov assassinaram cinco guardas.  Depois de passar quatro horas fugindo do complexo, roubando vários carros no processo, eles conseguiram pegar um trem que os levou de volta a cidade de Leopoldov.

## Assassinato de 1999
Nas primeiras horas de 2 de setembro de 1999, na cela n.º 2 no VI. regimento da prisão de Leopoldov, os detidos Jozef Vígh de Čenkovice e Stanislav Zimmermann de Malá Lehota estrangularam seu companheiro de cela com um cinto de couro e colocaram seu corpo de forma a sugerir um suicídio. Naquela época, os dois já cumpriam penas de 15 e 17 anos, respectivamente. Ambos foram condenados pelo assassinato e suas sentenças alteradas para prisão perpétua.

## Hoje
Embora o Conselho Nacional Eslovaco tenha em sua maioria votado pelo encerramento do presídio no ano de 1990, em 1993 essa decisão foi revogada. Hoje, o presídio é utilizado como penitenciária de média e alta segurança para 1426 internos. Alguns dos objetos lá presentes possuem séculos de existência, portanto são protegidos como monumentos históricos. 

## Presos notáveis
- Rudolf Beran - primeiro ministro da Checoslováquia
- bl. Pavel Peter Gojdič - bispo católico grego e mártir
- Gustáv Husák - Presidente comunista da Checoslováquia
- general Karel Janoušek
- Artur London, condenado durante o Julgamento de Slansky antes de ser reabilitado
- Ondrej Rigo - assassino em série eslovaco com o maior número de vítimas
- Jozef Roháč - assassino da máfia responsável pelo assassinato de Róbert Remiáš
- bl. Metoděj Dominik Trčka - redentorista e mártir